# Філіпп Лерш
Лерш, Філіпп (нім. Philipp Lersch; *4 квітня 1898, Мюнхен — †15 березня 1972, Мюнхен ) — німецький вчений-психолог, один з чільних представників гуманітарної (Geisteswisenschaftliche) психології та психології експресивних проявів (Ausdruckspsychologie) у Німеччині.

## Біографія
Народився в Мюнхені в родині архітектора Георга Лерша з Мангейма. З 1918 року вивчав у Мюнхенському університеті історію німецької літератури, та 1923 року під керівництвом професора-германіста Фріца Штріха захистив дисертаційне дослідження на тему «Сновидіння у німецькому романтизмі». Під впливом праць Фрейда вивчав філософію і психологію у Еріха Бехера, Моріца Гайгера, Александра Пфендера, слухав лекції психіатра Освальда Бумке.
З 1925 до 1933 року працював у психологічній лабораторії міністерства рейхсверу під керівництвом автора методу асесмент-центру професора Йогана Баптіста Ріфферта та військового психолога капітана Макса Сімонайта, займаючись розробкою характерологічних тестів здібностей для професійно-психологічного відбору курсантів.
1929 року Лерш пройшов габілітацію в Технічному університеті Дрездена, де до 1936 року був екстраординарним професором.
У 1930 році одружився з Рут Йостен, донькою доктора медицини Йогана Йостена та аристократки Амалії Фрайїни фон Несельроде-Гугенпот. Подружжя мало сина та двох доньок.
1937 отримав призначення в Бреслау, а з 1939 року змінив на посаді професора Фелікса Крюгера у Лейпцизькому університеті.
З 1942 року і до свого виходу на пенсію в 1968 році Лерш працював у своїй Альма-матер в Мюнхені, де очолював кафедру психології та філософії, а також був директором Психологічного інституту Мюнхенського університету.
З 1954 до 1955 року Лерш очолював Німецьке психологічне товариство.
З 1961 по 1971 рік — головний редактор впливового фахового журналу «Психологічний огляд», а також головний редактор фундаментального 12-томного «Посібника з психології» (Handbuch der Psychologie).

## Наукові погляди

### З передмови Романа Трача до українського перекладу основної праці Філіппа Лерша «Структура особи»[1]
За Лершом, людське мислення має дві функції — раціонально-інструментальну та духовно-ідейну. Перша функція виникла з того факту, що людина, в порівнянні з тваринами, є «дефіцитною істотою» — вона не має природжених інстинктів у формі готових різновидів поведінки, які забезпечили б її виживання. Дитина довгими роками залежна від своїх батьків і оволодіває різновидами поведінки, які забезпечуватимуть
її виживання у світі. В цьому процесі особливу роль відіграє розум людини в її раціонально-інструменальній функції. Завдяки мові
та письменності нагромаджується знання про світ, і людина починає орудувати світом відповідно до своїх потреб. Розвиваються природознавчі
науки, мотто для яких є, за висловом французького філософа Конта, «Savoir pour prevoir pour pouvoir» — знати, щоб могти передбачати
і орудувати.
Одновимірне раціонально-інструментальне мислення відсуває на задній план людські почуття, емоції, настрої і все, що пов'язане з метафорою
людського «серця», в результаті чого мало не головною характеристикою людини XX ст. стала «атрофія серця».
Лерш пише, що означає метафора серця:

«Мати серце» означає сприймати навколишній світ, людей, що оточують нас, як суще, що має власну цінність і зі значущості якого наше буття отримує смисл і повноту. «Серце» виступає як здатність до зв'язків самотрансцендентності, з яких у свою чергу зростає почуття відповідальності. Саме це почуття відповідальності укорінене в тому, що ми називаємо сумлінням. У хвилюваннях сумління відчуваємо, сповнили ми чи ігнорували ті обов'язки, до яких закликало наше серце.
Людське мислення не обмежується раціонально-інструментальною функцією, яка створила сцієнтизм у психології, люди також здатні до духовно-ідейного мислення. Це мислення має на меті зовсім інші цінності, що їх американський психолог А. Маслов назвав «буттєвими цінностями». Тут на першому плані стоїть те, що визначає сенс людського буття і відповідає на запитання: «Для чого я живу?» В цій функції мислення ми не прагнемо контролювати природу чи людей. Буттєві цінності є трансперсональними, вони знаходять вияв у любові, доброзичливості, продуктивній та творчій праці. Продуктами духовно-ідейного мислення є також мистецтво та філософські й релігійні шукання. «Смисл пізнається усюди там, де те, що з'являється перед нами у світі, постає і промовляє до нас як значуще за своєю суттю…» Це найкраще
виявляється у мові поета, але пізнавання таких смислових цінностей відбувається в усіх трансперсональних почуттях.

Як пише Лерш у цій книзі: 
«…вирішальним для духовно-ідейної функції мислення є момент сенсу (смисловий момент) і тим стає очевидною її відмінність від раціонально-інструментальної функції. В останній думки є стосунками або вузлами стосунків, важливих для тематики самозбереження та підкорення світу».
Пише Лерш: «Можна мати з лишком усього, що потрібно для життя, та одначе сприймати своє буття як позбавлене сенсу». Саме така ситуація характеризує чимало сучасних людей, про що писав австрійський психолог Віктор Франкл. Багато осіб, що звертались до нього за консультацією скаржились на те, що він називає «екзистенційним вакуумом» — іншими словами, — браком сенсу життя. Сучасне технологічне суспільство, кероване одновимірним раціонально-інструментальним мисленням, не залишає місця для пошуків сенсу життя. Західна людина, яка колись шукала поради у священика, тепер шукає її у психотерапевта.
Пише Лерш у цій книзі:
«Людське мислення завжди керується динамікою і тематикою закладених в його основі процесів розпитування та розшукування. І якщо мислення в його раціонально-інструментальній функції приводиться в дію тематикою і динамікою самозбереження, самозабезпечення та здобуття влади, вбачаючи у мислено-сприйнятому вартості доцільності, то у духовно-ідейній функції висвітлені шляхом мислення змісти смислу виступають як об'єкти розпитувань і розшукувань. Смисл пізнається усюди там, де те, що нам з'являється у внутрішньому світі … промовляє до нас як значуще за своєю суттю, як „буттєва цінність“».

Праці Лерша, зокрема його книга «Структура особи», є найкращим антидотом одновимірного раціонально-технологічного мислення (сцієнтизму) у психології. В ній Лерш показує, якою може бути психологія як людинознавча наука. Книжка витримала 11 видань. Тут знаходимо дані з біології (зокрема з фізіології нервової системи), психопатології, різних психологічних типологій, фройдистського та неофройдистського психоаналізу, індивідуальної психології А. Адлера, аналітичної психології К. Ґ. Юнга, феноменологічної та екзистенційної психології. Ці дані Лерш пов'язує в одну структурну модель.

Лершів підхід до психології феноменологічний. Він пише: 
«Феноменологія — це (як спершу розумів Гуссерль) дескриптивна психологія, опис того, що присутнє у переживанні…»
 Йдеться про те, щоб розглядати змісти душевних переживань у їхній внутрішній подобі та визначати їхні істотні риси.
Заки стати психологом, Лерш вивчав німецьку філологію і філософію. Його дисертаційне дослідження феномену сну вийшло книжкою
під назвою «Сновидіння в німецькій романтичній літературі». Вивчаючи мову, він, мабуть, інтуїтивно відчув те, що набагато пізніше
висловив французький філософ Мішель Фуко, який сказав, що «мова — це не зовнішній вислів думки, це сама думка».

Лерш пише: 
«Кожен, хто має відвертий і неупереджений погляд на досвід і не обмежує заздалегідь свій світогляд науковими теоріями, відчуває потребу поглянути на багатство щоденної розмовної мови, оскільки спектр його психологічних відтінків значно багатший, ніж спектр наукової психології».
Книжка Лерша «Структура особи» привернула увагу українських психологів ще в 1957 р., коли на її сьоме видання, що вийшло 1956 р.,
з'явилась розлога рецензія П. М. Пелеха. Там, між іншим, Пелех пише, що «…книга викликала до себе великий інтерес, дехто назвав
її навіть „епохальним“ твором в історії психології». Проте після детального представлення її змісту автор закінчує свою рецензію словами: «Успішно здійснити побудову наукової системи психології можна, лише ґрунтуючись на діалектико-матеріалістичному розумінні людської особистості, її психіки».

Передбачаючи таку критику, Лерш пише: 
«У психології йдеться не про те, щоб тлумачити психологічне знання з погляду якоїсь заздалегідь виробленої ідеї людини, а про те, щоб через аналіз і ґрунтовне осмислення фактів душевного життя побудувати картину сутності людини».
У цій картині сутності людини серцевиною особи Лерш вважає стремління, потяги і прагнення, які він називає рушійними силами душевного
життя, а також почуття й емоції, в яких віддзеркалюється фатум тих рушіїв у нашому житті. Тут слід зазначити, що Лерш є одним із перших психологів, який ще у 1938 р. наголосив на автентичному існуванні трансперсональних рушіїв душевного життя, таких, як альтруїзм, любов, кохання, прагнення творчої діяльності, любов до чогось іншого, ніж людина (наприклад, любов до батьківщини) та ін.
Лерш є автором шести книг і понад 30 брошур і статей. Перша книга Лерша, яка звернула на себе увагу, засвідчила психологічну обдарованість і високий науковий рівень її автора, й була видана 1932 р. Це вельми оригінальна книга емпіричних досліджень міміки як вияву емоцій і душевних настроїв особи під назвою «Обличчя і душа людини».
Ще дві книги Лерша заслуговують хоча б на коротку згадку. Хоча сьогодні багато пишеться про важливість тендерного аспекту у психологічних
дослідженнях, навряд чи хтось зумів схарактеризувати його сутність так, як це зробив Лерш у книзі «Про суть статей». Поняття «людина», вважає Лерш, — це абстракція, дійсними є чоловік і жінка. Вони різні — фізично й душевно, але ця різниця аж ніяк не дозволяє нам оцінювати одну стать як «вищу» відносно іншої.
Також заслуговує на увагу книжка Лерша про життя людини в сучасній західній цивілізації — «Людина в сучасності». Аналіз численних
досліджень на цю тему призвів Лерша до висновку, що надмірна технологічна раціоналізація життя сучасної західної людини довела її
до відчуження від самої себе, душевного стану, що Лерш ідентифікує терміном «Entinnerlichung» (буквально — «втрата внутрішності»). По-
українськи перекладаю це як «атрофія серця».
Варто згадати і Лершів підручник соціальної психології «Людина як суспільна істота». Хист Лерша, як завжди, виявився тут у систематизації
різноманітних підходів, наявних у соціальній психології: ця систематизація зберігає значущість і сьогодні. На жаль, про внесок Лерша забули в сучасній психології, його прізвище не згадують у сучасних підручниках, психологічних словниках та енциклопедіях (за винятком однієї російської). Це можна пояснити кількома причинами.
Однією з причин є сучасний «Zeitgeist» у західній психології. Як вже сказано, сьогодні в західному суспільстві панує раціонально-
інструментальне мислення, і, відповідно, у психології — сцієнтизм, що найкраще помітний в когнітивній психології і нейропсихології.
Отже, недооцінюється внесок психологів з феноменологічним підходом.
Друга причина — політична: підозра (яка не дістала підтвердження) Лерша в тому, що він, працюючи в Німеччині під час панування нацистського режиму, співпрацював з останнім.
Третя причина: Лершова мова важка для розуміння і перекладу, він використовує усі тонкощі німецької мови і сам часто творить нові
слова. Його мова — відмінна від стандартної німецької психологічної мови. Сьогодні у психологічній науці панує англійська мова, і якщо в
ній немає згадки про якогось автора, то він у тій науці «persona incognita». Основна праця Лерша «Структура особи» наразі перекладена лише на голландську, іспанську, японську та українську мови.